# Бартон Хилс (Мичиген)
Бартон Хилс (енгл. Barton Hills) град је у америчкој савезној држави Мичиген.

## Демографија
По попису из 2010. године број становника је 294, што је 41 (-12,2%) становника мање него 2000. године.
| Група             | 2000.       | 2010.       |
| Белци             | 296 (88,4%) | 247 (84,0%) |
| Афроамериканци    | 5 (1,5%)    | 3 (1,0%)    |
| Азијати           | 17 (5,1%)   | 20 (6,8%)   |
| Хиспаноамериканци | 4 (1,2%)    | 17 (5,8%)   |
| Укупно            | 335         | 294         |